# Trappenbrug
De Trappenbrug is een monumentale brug over de Turfmarkt in de stad Gouda, in de Nederlandse provincie Zuid-Holland.

## Beschrijving
De Trappenbrug is enig in zijn soort in Gouda. Reeds in 1507 lag op deze plaats een stenen brug. Deze brug werd ook wel de Vuilsteegbrug genoemd, omdat ze tegenover de Vuilsteeg lag; dit was een steeg die leidde naar de vuilnisbelt aan de stadsvest, tegenwoordig het Regentesseplantsoen. In de 19e eeuw is de naam Vuilsteeg gewijzigd in de huidige naam Lange Dwarsstraat. Aan de andere zijde van de Trappenbrug ligt de Geertje de Bultsteeg, een steegje dat met het Arie Kerssensteegje en de Looierspoort de verbinding tussen de Turfmarkt en de Groenendaal vormt. In 1574 werd de bestaande brug vervangen door een nieuwgebouwde trappenbrug. De hoogte van de brug was noodzakelijk, zodat de turfschepen ongehinderd deze brug konden passeren. De naam Turfmarkt herinnert aan de tijd, dat hier de turf uit de omringende veengebieden werden verhandeld. Turfschepen voeren via de Turfsingel en de Gouwe naar de Turfmarkt.
De Trappenbrug is erkend als rijksmonument.